# 塞梅尼夫亞爾
50°7′52″N 35°30′48″E / 50.13111°N 35.51333°E
塞梅尼夫亞爾（羅馬化：Semeniv Yar）是位於烏克蘭東部的村莊，由哈爾科夫州博霍杜希夫區的博霍杜希夫市鎮負責管轄。該村處於梅爾拉河畔，始建於1690年，面積2.11平方公里，海拔高度145米，2001年人口767。